# فرودگاه بارستوو-داگت
فرودگاه بارستوو-داگت (به انگلیسی: Barstow-Daggett Airport) یک فرودگاه همگانی بهره‌برداری هوایی با کد یاتا DAG است که یک باند فرود آسفالت دارد و طول باند آن ۱۹۵۱ متر است. این فرودگاه در کشور ایالات متحده آمریکا قرار دارد و در ارتفاع ۵۸۸ متری از سطح دریا واقع شده‌است.